# Pascal Mendy
Pascal Mendy (ur. 11 stycznia 1979 roku, Dakar, Senegal) - senegalski piłkarz, występujący na pozycji obrońcy.
Pascal Mendy rozpoczął piłkarską karierę w 2000, w klubie ASC Jeanne d’Arc, gdzie grał do 2003. Następnie był zawodnikiem Dynama Moskwa, gdzie rozegrał 50 spotkań i strzelił 1 bramkę. W klubie ze stolicy Rosji przebywał do końca 2006 roku. Następnie w latach 2007-2010 występował w litewskim FBK Kowno. W 2010 roku trafił na Białoruś, gdzie najpierw grał w Partyzanie Mińsk, a następnie w Dynamie Brześć oraz Tarpiedzie-BiełAZ Żodzino.